# 위시티4로
위시티4로(Wi city 4-ro)는 경기도 고양시 일산동구 식사동 식사6교 앞과 경기도 고양시 일산동구 식사동 동국로삼거리를 잇는 도로이다.

## 연혁
- 2011년 7월 15일: 도로명으로 위시티4로를 고시

## 주요 경유지
경기도
- 고양시 일산동구 (식사동)

## 주요 건물 및 시설
- 고양국제고등학교 (경기도 고양시 일산동구 위시티4로 112)